# Черна птица (сериал, 2019)
Черна птица (на турски: Kuzgun, в букв. превод: Гарванът или Гарван) e турски драматичен сериал, излъчен премиерно през 2019 г.

## Излъчване
| Сезон | Епизоди | Начало на сезона  | Край на сезона   | Всички епизоди | ТВ сезон | ТВ канал | Дата и час    |
| ----- | ------- | ----------------- | ---------------- | -------------- | -------- | -------- | ------------- |
| 1     | 16      | 13 февруари 2019  | 29 май 2019      | 1 – 16         | 2019     | Star TV  | сряда (20:00) |
| 2     | 5       | 18 септември 2019 | 16 октомври 2019 | 17 – 21        | 2019     | Star TV  | сряда (20:00) |

## Излъчване в България
| Сезон | Епизоди | Начало на сезона   | Край на сезона      | Всички епизоди | Година  | ТВ канал | Дата и час                 |
| ----- | ------- | ------------------ | ------------------- | -------------- | ------- | -------- | -------------------------- |
| 1     | 34      | 11 ноември 2020 г. | 31 декември 2020 г. | 1 – 34         | 2020 г. | bTV      | всеки делничен ден (13:30) |
| 2     | 10      | 4 януари 2021 г.   | 15 януари 2021 г.   | 35 – 44        | 2021 г. | bTV      | всеки делничен ден (13:30) |

## Актьорски състав
- Баръш Ардуч – Кузгун Джебеджи/Адъвар
- Бурджу Бириджик – Дила Билгин-Джебеджи
- Онур Сайлак – Ферман Коруоолу
- Ферит Кая – Джихан
- Нилпери Шахинкая – Гюнеш
- Тюляй Гюнал – Неше
- Сетар Танръйоен – Дервиш Джевхери/Бехрам Адъвар
- Хатидже Аслан – Мерием Джебеджи
- Левент Юлген – Ръфат Билгин
- Ахмет Варлъ – Бора
- Джанер Шахин – Картал Джебеджи
- Ахсен Ероолу – Кумру Джебеджи
- Айтек Шаян – Али Билгин
- Ипек Ердем – Шермин Билгин
- Дерия Бешерлер – Седа Билгин
- Ханде Дилан Ханджъ – Фюсун
- Орхан Ешкин – Надир
- Ийт Чакър – Зеки
- Утку Атеш - Фърат
- Алмина Кахраман – Дефне Уур
- Баран Акбулут – Юсуф
- Бахар Керимоолу – Султан
- Су Бурджу Язгъ Джошкун – Наз
- Метехан Парълтъ – Малкия Кузгун
- Ниса София Аксонгур – Малката Дила
- Емре Кентменоглу – Младия Ръфат
- Емел Деде – Младата Мерием

## В България
В България сериалът започва на 11 ноември 2020 г. по bTV и завършва на 15 януари 2021 г. Дублажът е на студио Медиа Линк. Ролите се озвучават от Здрава Каменова, Василка Сугарева (от първи до тридесет и девети епизод), Ася Рачева (от четиридесети до четиридесет и четвърти епизод), Иван Велчев, Тодор Георгиев и Георги Стоянов.
На 6 август започва повторно излъчване по bTV Lady и завършва на 6 октомври. На 29 октомври 2023 г. започва ново повторение, което завършва на 11 февруари 2024 г.
На 21 февруари 2022 г. започва повторно излъчване по Dizi. Дублажът е записан наново в студио Медиа Линк и ролите се озвучават от Симона Стоянова, Ева Демирева, Мартин Герасков, Георги Стоянов и Владимир Колев.